# Jeździec imieniem śmierć
Jeździec imieniem śmierć (ros. Всадник по имени Смерть) – rosyjski dramat historyczny z 2004 w reżyserii Karena Szachnazarowa, zrealizowany na motywach wspomnień Borysa Sawinkowa.

## Fabuła
Akcja filmu rozgrywa się w Rosji w początkach XX wieku. W kilku miastach dochodzi do zamachów na wysokich urzędników państwowych, które przeprowadza „Organizacja bojowa”, kierowana przez Żorża Briena. Głównym celem zamachowców jest wielki książę Sergiusz Aleksandrowicz. Zakochana w Żorżu Erna przygotowuje ładunki bombowe, dopóki nie zginie wskutek wybuchu jednego z nich. Pozostali członkowie organizacji, przerażeni skutkami zamachów stopniowo od niej odchodzą albo giną w walce z policją. Pozostaje Żorż, ogarnięty obsesją zamachu na księcia.

## Obsada
- Andriej Panin jako Żorż Brien (Boris Sawinkow)
- Ksienija Rappoport jako Erna Bronsztejn
- Artiom Siemakin jako Wania
- Anna Gorszkowa jako Rogoznikowa
- Dimitrij Gusiew jako Gaszkes
- Wasilij Zotow jako wielki książę Sergiusz
- Anastasija Makiejewa jako Elena
- Aleksiej Kazakow jako Henrich (Tadeusz Sikorski)
- Rostislaw Bershauer jako Fiodor
- Dmitrij Diużew jako Walentin Kuzmicz (Jewno Azef)

## Produkcja
Zdjęcia kręcono w Moskwie, Petersburgu i Puszkinie.